# Rachid Ouramdane
Œuvres principales
Superstars
Surface de réparation
Loin
Des témoins ordinaires
Rachid Ouramdane, né en 1971 à Nîmes, est un danseur et chorégraphe français de danse contemporaine.

## Biographie
Rachid Ouramdane, dont les parents sont d'origine algérienne, est diplômé du Centre national de danse contemporaine d'Angers en 1992. Ancien danseur d'Hervé Robbe, d'Emmanuelle Huynh, Catherine Contour, Alain Buffard, Jeremy Nelson, Odile Duboc et Meg Stuart, il fonde avec Julie Nioche la compagnie Fin novembre en 1996 puis crée sa propre compagnie, L'A., en 2007.
Il a été successivement en résidence :
- De 2000 à 2004 : Manège de Reims
- De 2005 à 2007 : La Ménagerie de verre à Paris
- De 2007 à 2010 : Théâtre de Gennevilliers

Rachid Ouramdane est artiste associé à la Scène nationale d'Annecy à Bonlieu de 2005 à 2015 et au Théâtre de la Ville de 2010 à 2015.
De 2016 à 2021, il dirige avec Yoann Bourgeois le centre chorégraphique national de Grenoble installé dans la MC2. Ils créent notamment « Les Grands Rassemblements », des parcours artistiques qui brouillent la frontière entre artistes et spectateurs. En 2020, il s'implique dans la candidature de Grenoble pour l’obtention du label Capitale Verte Européenne.
Il est nommé directeur de Théâtre national de Chaillot où il succède à Didier Deschamps le 5 avril 2021.

## Style chorégraphique
Engagé dans des réflexions autour de l'identité (la sienne propre et celle de ses parents notamment), Rachid Ouramdane utilise très tôt les outils multimedia, comme base de recherche chorégraphique, collaborant ainsi, dès le début de son parcours, avec des vidéastes (Jacques Hoepffner, Aldo Lee, Jenny Teng, Nathalie Gasdoué...), des créateurs lumières (Yves Godin), des musiciens (Alexandre Meyer, Jean-Baptiste Julien) ou des plasticiens (Nicolas Floc’h, Mehdi Meddaci). Il a multiplié les projets aux frontières de la danse et du documentaire, voyageant au Brésil, au Viêt Nam ou en Chine avec des documentaristes, collaborant avec des auteurs (Gilbert Gatoré, Sonia Chiambretto) et liant parfois le travail de création et à l'identité d'un territoire comme pour sa pièce Surface de réparation créée en 2007 avec douze sportifs de Gennevilliers à la suite d'une résidence de plusieurs mois sur le terrain.

## Décorations
Officier de l'ordre des Arts et des Lettres (2022)

## Chorégraphies
- 1996 : 3, avenue de l'Espérance
- 1997 : Les absents ont toujours tort
- 1998 : Des gens de passage
- 2000 : Au bord des métaphores, réalisation sonore Fanny de Chaillé[10]
- 2002 : Face cachée; À l'œil nu; + ou - là
- 2002 : Skull*Cult (en collaboration avec Christian Rizzo)
- 2004 : Les Morts pudiques, réalisation sonore Fanny de Chaillé
- 2004 : Je ne
- 2005 : Cover
- 2006 : Superstars commande de l'Opéra national de Lyon
- 2006 : Un garçon debout (avec l'acteur et metteur en scène Pascal Rambert)
- 2007 : Surface de réparation (avec douze adolescents sportifs de Gennevilliers)
- 2008 : Loin...
- 2009 : Des témoins ordinaires[8]
- 2010 : Borchévik, une histoire vraie
- 2011 : Exposition universelle[11]
- 2011 : Looking Back (pour les 20 ans de la compagnie britannique Candoco, qui mêle danseurs professionnels handicapés et valides)
- 2012 : Sfumato
- 2013 : Polices !, pièce chorégraphique d'après un texte de Sonia Chiambretto
- 2014 : Tout autour, commande pour vingt-quatre danseurs du Ballet de l'Opéra de Lyon
- 2014 : Tordre, diptyque de solos pour Annie Hanauer et Lora Juodkaite
- 2015 : Tenir le temps
- 2017 : Murmuration, pour le Ballet de Lorraine
- 2018 : Franchir la nuit
- 2019 : Möbius créé par la Cie XY en collaboration avec Rachid Ouramdane
- 2019 : Variation(s)
- 2019 : Le secret des oiseaux
- 2020 : Eden
- 2020 : Les Traceurs
- 2021 : Corps extrêmes'
- 2022 : EtSi création du Collectif Coin avec Rachid Ouramdane
- 2024 : Outsider avec le Ballet du Grand Théâtre de Genève
- 2024 : Möbius Morphosis avec la Cie XY, le Ballet de l'Opéra de Lyon et la Maîtrise de Radio France
- 2024 : Contre-Nature